# Christian Olsson (musiker född 1977)
Christian Erik Olsson, känd under artistnamnet OLSSON, född 28 juni 1977 i Lerum, Göteborgs och Bohus län, är en svensk musiker, låtskrivare, producent och filmmusikkompositör. Han var en av grundarna till soulpopgruppen Fibes, Oh Fibes!, som bildades i Göteborg 2001 och fick sitt genombrott med albumet Still Fresh (2004). 2010 skrev han låten "Från och med du" tillsammans med Oskar Linnros. Som soloartist debuterade Olsson 2016 med singeln "Hold On" (med Mapei), som fick internationell spridning efter att ha inkluderats i TV‑serien Suits. Året därpå släppte han debutalbumet Millions (2017) och musikvideon till "U", av Filip Nilsson, vann även en Grammis för Årets musikvideo. Därefter följde albumen Tropical Cologne (2019) och Sunny Hill (2024). Olsson har samarbetat med artister som Charli XCX, Mabel, Seeb och Jacob Banks samt varit verksam som kompositör för film och TV, bland annat för Filip Hammars och Fredrik Wikingssons guldbaggevinnande dokumentärfilm Den sista resan (2024).

## Karriär

### Fibes, Oh Fibes!
Christian Olsson är en av grundarna till soulpopbandet Fibes, Oh Fibes!, som bildades i Göteborg 2001. Bandet fick sitt publika genombrott 2003 och består av sex medlemmar, där Olsson tillsammans med Mathias Nilsson har varit de huvudsakliga låtskrivarna och producenterna. Bandnamnet är en hyllning till trumtillverkaren Fibes.
Debutalbumet Still Fresh släpptes 2004 på det svenska indiebolaget Pluxemburg. Albumet, som byggde på låtar Olsson skrivit under en längre tid, kännetecknades av en eklektisk blandning av pianorock, soul, pop och R&B‑influenser. Singeln "This City’s Got No Boulevards" fick viss radiospridning, och bandet genomförde en rad spelningar runt om i Sverige.
Uppföljaren Emotional (2006) spelades in i bandets egen studio i stadsdelen Majorna i Göteborg och visade en mer genomarbetad produktion. Skivan beskrivs ofta som ett steg mot ett mer tidlöst och radiovänligt sound, starkt influerat av amerikansk pianopop och soul från 1970‑ och 1980‑talen samt med referenser till artister som Elton John, Hall & Oates och Lionel Richie. Olsson och Nilsson har själva lyft fram dessa influenser som centrala för bandets musikaliska identitet.
Tredje albumet 1987 (2009) markerade en tydlig stilförändring. Skivan gästades av flera kända svenska artister, däribland Björn Skifs, Björn Dixgård (Mando Diao) och Kim Wilde, och präglades av en nostalgisk flirt med 1980‑talets popmusik. Albumet fick positiva recensioner och blev bandets kommersiellt mest framgångsrika utgivning hittills, med låtar som ”Love Child” och ”Run to You” som spelades flitigt i radio. 2012 släpptes Album, som bandet själva beskrivit som en mer avskalad och organiskt inspelad produktion jämfört med föregångaren. Efter Album har Fibes, Oh Fibes! haft en mer sporadisk aktivitet. 

### OLSSON
Olsson debuterade som soloartist under namnet OLSSON 2016 med singeln "Hold On", där Mapei medverkade som gästvokalist. Låten fick stor internationell spridning efter att den var med i den amerikanska TV-serien Suits, i avsnittet "Divide and Conquer". Året därpå släpptes debutalbumet Millions (2017), som kombinerade mörk soul, danspop och indierock och uppmärksammades av internationell musikpress som Rolling Stone, Noisey och Rough Trade. Musikvideon till låten "U", av Filip Nilsson, vann även en Grammis för Årets musikvideo. 2019 följde Olsson upp med det mer samlade och tropikalt färgade Tropical Cologne, som i recensioner beskrevs som “dekadent strandpop dränkt i parfymerad sololja” och ett soundtrack för sommarfester. I mars 2024 släppte OLSSON sitt tredje soloalbum Sunny Hill. Albumet är döpt efter ett område i Pristina, Kosovo, där Olsson bodde i början av 2000-talet, och gästas av artister som Mapei, Taken by Trees (Victoria Bergsman) och brittiska FranksDaughter, och har hyllats av bland annat Dagens Nyheter och musikjournalisten Jan Gradvall. Han följde upp Sunny Hill med EPn "Wedding Present" i mars 2025.
Den 5 juni 2025 var OLSSON support åt Primal Scream på deras spelning på Fållan.

### Filmmusik
Under 2024 arbetade Olsson med dokumentärfilmen Den sista resan av Filip Hammar och Fredrik Wikingsson, som blev Sveriges mest sedda dokumentärfilm genom tiderna och vann både Bästa dokumentärfilm och Publikens pris på Guldbaggegalan 2025. Samma år stod Olsson även för musiken i den uppmärksammade dokumentärserien Peter Mangs – En seriemördares hemlighet (Viaplay/TV3).

### Producent, låtskrivare och andra samarbeten
Christian Olsson har varit verksam som producent, låtskrivare och musiker i en rad samarbeten. Han har bland annat arbetat med Charli XCX och tillsammans med Patrik Berger skrivit och producerat låten "Body of My Own" från hennes album Sucker (2014). Olsson har även samarbetat med Oskar Linnros, och var medförfattare till hiten "Från och med du" (2010), som blev en av årets största låtar i Sverige.
Bland övriga samarbeten finns arbete med artister som Mabel, Seeb, Jacob Banks och Mapei. Han har även medverkat i projekt där Joakim Åhlund är involverad, som Les Big Byrd (Diamonds, Rhinestones and Hard Rain) samt Teddybears (Devil’s Music). Olsson har också bidragit till singeln "We Fucked It Up" med April Snow.

## Diskografi

### Fibes, Oh Fibes![28]

#### Album
- (2004) - Still Fresh
- (2006) - Emotional
- (2009) - 1987
- (2012) - Album

#### Singlar & EP
- (2004) - "Fibes, Oh Fibes!" EP
- (2004) - "This City's Got No Boulevards"
- (2004) - "One Hour Baby"
- (2004) - "Still Fresh"
- (2006) - "Get Up"
- (2006) - "Can't Be So"
- (2009) - "Love Child"
- (2009) - "Run To You" (med Kim Wilde)
- (2010) - "Love Will Alway Find A Way"
- (2022) - "Pathetic"
- (2022) - "Live!" EP

### OLSSON[29]

#### Album
- (2017) - Millions
- (2019) - Tropical Cologne
- (2024) - Sunny Hill

#### Singlar & EP
- (2016) - "Hold On" (med Mapei)
- (2017) - "One in a Million"
- (2017) - "OLSSON On Piano"
- (2017) - "No Sugar" EP
- (2018) - "Can't Be Without" (med Janice)
- (2019) - "Pink Rambler"
- (2019) - "Parasol"
- (2019) - "Some Summertime" (med GRANT)
- (2022) - "It's All About You And Me" (med April Snow)
- (2023) - "Kids On The Run" (med Victoria Bergsman (Taken by Trees))
- (2024) - "Shelter" (med FranksDaughter)
- (2024) - "There To Me" (med Mapei)
- (2025) - "Wedding Present" EP

### Filmmusik[30]
- (2024) - Den sista resan (Original Motion Picture Soundtrack)
- (2024) - Peter Mangs – En seriemördares hemlighet (Original Soundtrack)